# Montmorin (Hautes-Alpes)
Pour les articles homonymes, voir Montmorin.
Montmorin est une commune déléguée de Valdoule et une ancienne commune française située dans le département des Hautes-Alpes en région Provence-Alpes-Côte d'Azur.

## Géographie

### Localisation
Montmorin est un village situé à l'ouest du département des Hautes-Alpes.
Ses communes limitrophes sont :
|         | Valdrôme (Drôme) |         |
| Bruis   | Montmorin        |         |
| Moydans | Ribeyret         | L'Épine |

### Hydrographie
La rivière l'Oule prend sa source à Montmorin.

### Transports
La commune est traversée par la route départementale 26 reliant La Charce à L'Épine sur la RD 994.

## Toponymie
Le nom de la localité est attesté sous la forme latine Castrum Montis Mauranus dès 1352 dans le cartulaire de Saint Bénier. Nous y découvrons l'existence d'un château puis, plus loin, spécifié qu'il possède trois tours crénelées dont une, effondrée, demande travaux.
Montmorin ne rappelle pas la présence de quelques envahisseurs arabes et leur installation sur le mont, mais dérive du latin Maurus signifiant « noir, sombre » ; ce fait est confirmé par les sapins recouvrant les montagnes environnantes.
Montmaurin en occitan haut-alpin.

## Histoire
Le 6 novembre 1340, Humbert II, dauphin, passe à Montmorin.
D'abord franc-alleu unique des Mévouillon hommagé à l'Abbaye de l'Île-Barbe en 1242,, la seigneurie est divisée au  XIVe siècle en plusieurs coseigneuries, hommagées pour moitié aux comtes de Provence et au Dauphiné ,.
- La première passa dans les familles de Rosan (1166-1340), Mévouillons (1398), d'Agoult (1413), de La Piarre (1530), d'Armand (1599), Achard-Ferrus (1602), La Tour du Pin (1618) puis de Laget (1772). Philis de La Tour du Pin est née dans la résidence seigneuriale du XVIIe siècle.

- La seconde appartient aux familles de Montmorin (1096), de Bruis (1256), de Montalin (1297), de Nicat (1473), Olphe-Galliard (1574), d'Armand de Châteauvieux (1599), Achard-Ferrus (1602), La Tour du Pin (1618), puis de Laget (1772)[6]. Château du XVIe siècle.

Au XVIIe siècle la terre est composée de 150 habitants chefs de famille et le seigneur y est fondé en directe universelle et en la totalité de la juridiction.
Les revenus en sont : 
- censes en eymines de blé pour 260 livres,
- les moulins banaux affermés pour 480 livres,
- des censes foncières pour 150 livres,
- un domaine noble appelé "domaine du château" affermé pour 400 livres,
- un domaine roturier appelé "la Doudoulle" affermé pour 150 livres,
- une pension sur les fours payé par la commune pour 16 livres[7].

## Politique et administration

### Liste des maires
| Période                                  | Période   | Identité       | Étiquette | Qualité   |
| ---------------------------------------- | --------- | -------------- | --------- | --------- |
| Les données manquantes sont à compléter. |           |                |           |           |
| mars 2001                                | juin 2017 | Eveline Aubert | LR        | Retraitée |

### Intercommunalité
Montmorin fait partie :
- de 1995 à 2017, de la communauté de communes de la Vallée de l'Oule ;
- à partir du 1er janvier 2017, de la communauté de communes Sisteronais-Buëch.

## Démographie
L'évolution du nombre d'habitants est connue à travers les recensements de la population effectués dans la commune depuis 1793. À partir du 1er janvier 2009, les populations légales des communes sont publiées annuellement dans le cadre d'un recensement qui repose désormais sur une collecte d'information annuelle, concernant successivement tous les territoires communaux au cours d'une période de cinq ans. 
Pour les communes de moins de 10 000 habitants, une enquête de recensement portant sur toute la population est réalisée tous les cinq ans, les populations légales des années intermédiaires étant quant à elles estimées par interpolation ou extrapolation. Pour la commune, le premier recensement exhaustif entrant dans le cadre du nouveau dispositif a été réalisé en 2008,.
En 2015, la commune comptait 90 habitants, en évolution de 0 % par rapport à 2010 (Hautes-Alpes : +2,98 %, France hors Mayotte : +2,49 %).
| 1793 | 1800 | 1806 | 1821 | 1831 | 1836 | 1841 | 1846 | 1851 |
| ---- | ---- | ---- | ---- | ---- | ---- | ---- | ---- | ---- |
| 680  | 692  | 707  | 757  | 709  | 694  | 701  | 713  | 690  |

| 1856 | 1861 | 1866 | 1872 | 1876 | 1881 | 1886 | 1891 | 1896 |
| ---- | ---- | ---- | ---- | ---- | ---- | ---- | ---- | ---- |
| 663  | 692  | 650  | 633  | 613  | 567  | 525  | 486  | 447  |

| 1901 | 1906 | 1911 | 1921 | 1926 | 1931 | 1936 | 1946 | 1954 |
| ---- | ---- | ---- | ---- | ---- | ---- | ---- | ---- | ---- |
| 428  | 418  | 413  | 331  | 302  | 255  | 221  | 125  | 139  |

| 1962 | 1968 | 1975 | 1982 | 1990 | 1999 | 2008 | 2013 | 2015 |
| ---- | ---- | ---- | ---- | ---- | ---- | ---- | ---- | ---- |
| 134  | 112  | 109  | 95   | 87   | 84   | 89   | 94   | 90   |

## Lieux et monuments
- Site préhistorique de première importance fermé au public,
- L’église (XVe siècle) : Dédiée à Saint Arnoux, évêque de Gap, construite en grès roux, sa partie la plus ancienne date du XVe siècle. (selon documentation). Cependant le panneau signalétique actuel annonce une église du XIIe siècle. Cette église était sous la tutelle de l’Abbaye de l’Ile Barbe située sur la Saône, au niveau de Lyon. l’édifice fut prolongé en 1686 pour accueillir l’afflux de reconvertis au catholicisme après l’abrogation de l’Edit de Nantes.
- Château de Montmorin (XVIe siècle)[13],[14] : Bâtiment carré accosté de deux tours rondes, le château est construit à l’aide d’un grès roux local aux couleurs mordorées. L’édifice fut construit, à la demande de Pierre Olphi dit Galhard, seigneur de Montmorin, en 1577 par le maître maçon Jacques Bernard dit Fazy, de La Roche-des-Arnauds, après la destruction de l’ancien château par un incendie[13],[15].
- Résidence seigneuriale (XVIIe siècle, escalier classé)[16],[17] : Grosse bâtisse de plan rectangulaire qui a subi maintes modifications et ne conserve plus que son volume initial et quelques baies anciennes. L'élément remarquable est l'escalier accolé à l'édifice au nord-ouest dans un corps de bâtiment perpendiculaire (classé). Cette demeure vit naître en 1645 Philis de La Charce dont le frère, Louis (1655-1714), est dit comte de Montmorin[18].
- Le four banal et lavoir.

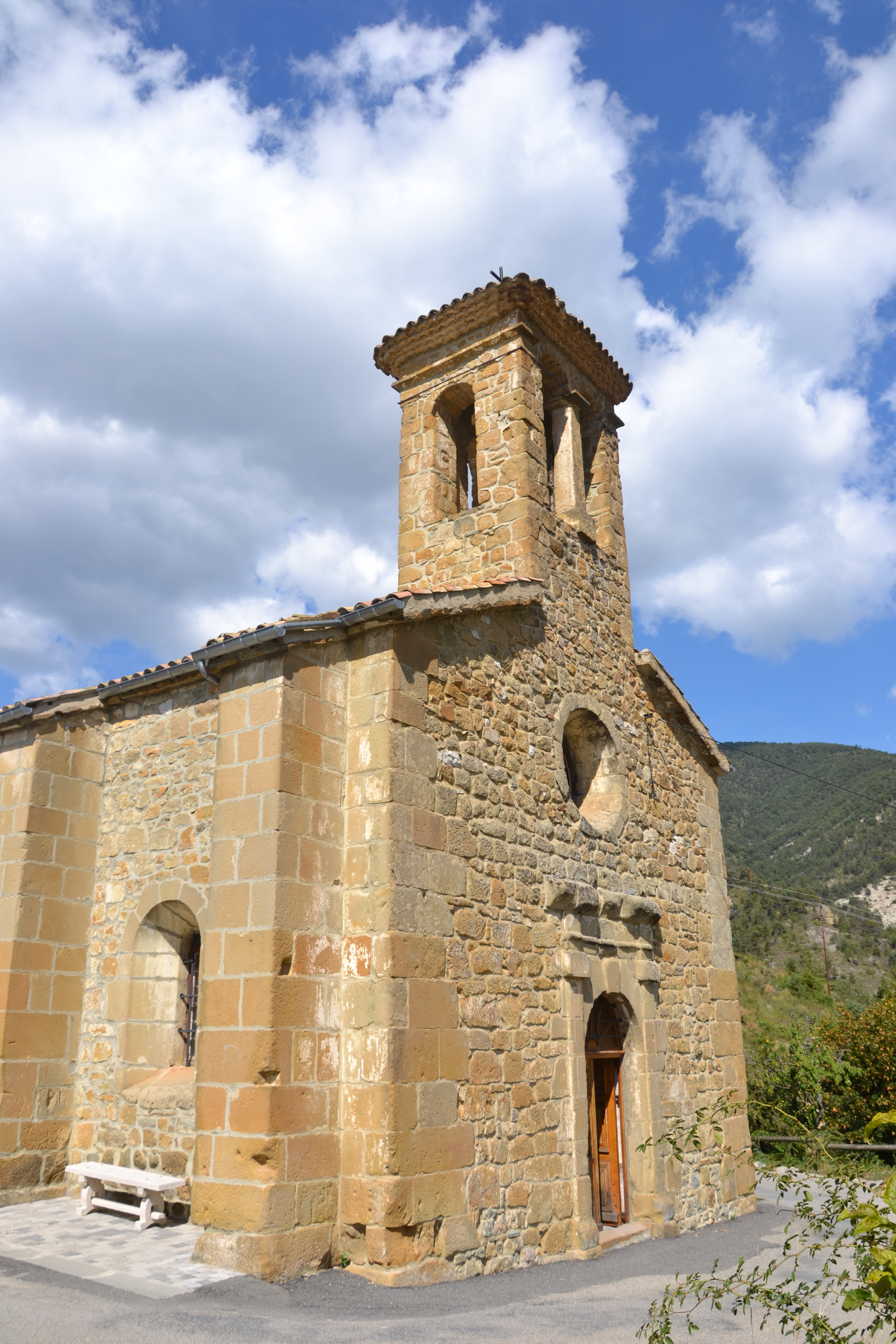
Église de Montmorin.
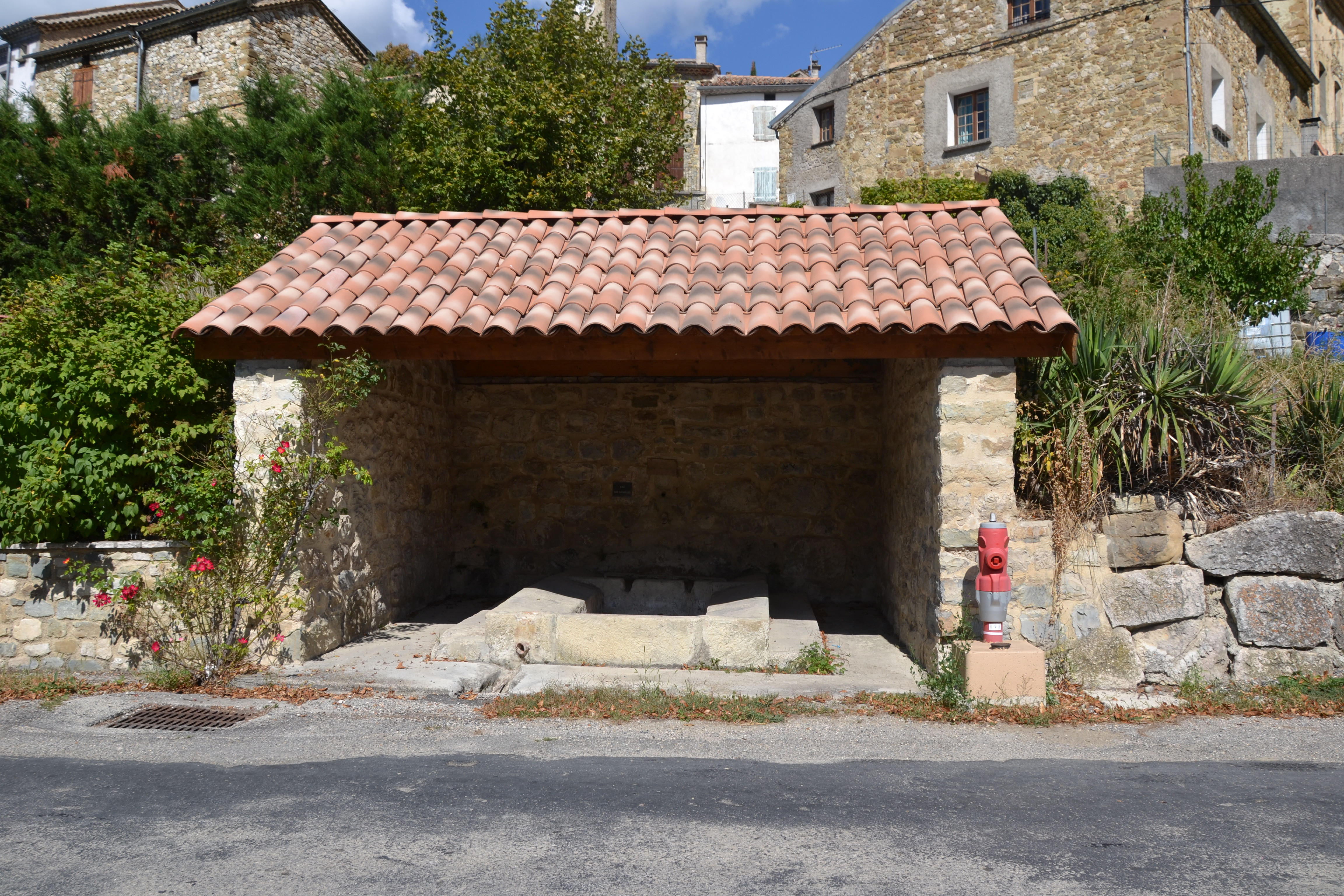
Lavoir
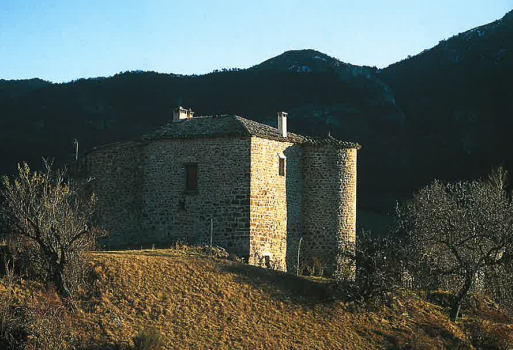
Maison forte de Montmorin.

## Personnalités liées à la commune
L'héroïne dauphinoise Philis La Tour du Pin de la Charce est née à Montmorin en 1645. Libératrice du Dauphiné.